# Шорж
Шорж (фр. Chorges) насеље је и општина у Француској у региону Прованса-Алпи-Азурна обала, у департману Горњи Алпи која припада префектури Гап.
По подацима из 2011. године у општини је живело 2654 становника, а густина насељености је износила 49,76 становника/km². Општина се простире на површини од 53,34 km². Налази се на средњој надморској висини од 864 метара (максималној 2.510 m, а минималној 773 m).

## Демографија
| 1962. | 1968. | 1975. | 1982. | 1990. | 1999. | 2011. |
| ----- | ----- | ----- | ----- | ----- | ----- | ----- |
| 1.141 | 1.173 | 1.242 | 1.391 | 1.561 | 1.882 | 2.654 |

График промене броја становника у току последњих година